# Molophilus (Molophilus) iyouta
Molophilus (Molophilus) iyouta is een tweevleugelige uit de familie steltmuggen (Limoniidae). De soort komt voor in het Australaziatisch gebied.